# Урожайна сільська рада (Совєтський район)
Урожа́йна сільська рада (рос. Урожайный сельский совет) — сільське поселення у складі Совєтського району Алтайського краю Росії.
Адміністративний центр — село Урожайне.

## Населення
Населення — 1678 осіб (2019; 1810 в 2010, 2059 у 2002).

## Склад
До складу сільської ради входять:
| Населений пункт   | Населення, осіб (2002) | Населення, осіб (2010) |
| ----------------- | ---------------------- | ---------------------- |
| Лебединий, селище | 245                    | 183                    |
| Семилітка, селище | 491                    | 424                    |
| Урожайне, село    | 1323                   | 1203                   |